# Ei Iida
Pour les articles homonymes, voir Iida (homonymie).
Ei Iida (飯田 栄, Iida Ei) (née le 9 septembre 1967) est une joueuse de tennis japonaise, professionnelle de la fin des années 1980 à 1995.
Au cours de sa carrière, elle a remporté un tournoi WTA en double dames, l'Open du Japon, en 1993, associée à sa compatriote Maya Kidowaki.

## Palmarès

### Titre en double dames
| No | Date       | Nom et lieu du tournoi | Catégorie | Dotation  | Surface    | Partenaire    | Finalistes              | Score         |          |
| -- | ---------- | ---------------------- | --------- | --------- | ---------- | ------------- | ----------------------- | ------------- | -------- |
| 1  | 05/04/1993 | Japan Open Tokyo       | Tier III  | 150 000 $ | Dur (ext.) | Maya Kidowaki | Li Fang Kyoko Nagatsuka | 6-2, 4-6, 6-4 | Parcours |

### Finale en double dames
Aucune

## Parcours en Grand Chelem

### En simple dames
| Année | Open d'Australie | Open d'Australie | Internationaux de France | Internationaux de France | Wimbledon | Wimbledon | US Open         | US Open             |
| ----- | ---------------- | ---------------- | ------------------------ | ------------------------ | --------- | --------- | --------------- | ------------------- |
| 1988  | 1er tour (1/64)  | Catherine Suire  | -                        | -                        | -         | -         | -               | -                   |
| 1989  | -                | -                | -                        | -                        | -         | -         | 1er tour (1/64) | Martina Navrátilová |

à droite du résultat, l’ultime adversaire.

### En double dames
| Année | Open d'Australie             | Open d'Australie           | Internationaux de France    | Internationaux de France | Wimbledon                     | Wimbledon                  | US Open                       | US Open                  |
| ----- | ---------------------------- | -------------------------- | --------------------------- | ------------------------ | ----------------------------- | -------------------------- | ----------------------------- | ------------------------ |
| 1988  | 2e tour (1/16) Akemi Nishiya | C. Lindqvist Robin White   | -                           | -                        | -                             | -                          | -                             | -                        |
| 1990  | 1er tour (1/32) E. Schurhoff | Halle Carroll Amy Frazier  | -                           | -                        | -                             | -                          | -                             | -                        |
| 1991  | -                            | -                          | -                           | -                        | 2e tour (1/16) Kimiko Date    | Katrina Adams M. Bollegraf | -                             | -                        |
| 1992  | -                            | -                          | -                           | -                        | 2e tour (1/16) M. Lindström   | A. Sánchez Helena Suková   | -                             | -                        |
| 1993  | 1er tour (1/32) K. Radford   | Hetherington Kathy Rinaldi | -                           | -                        | 1er tour (1/32) Maya Kidowaki | K. Maleeva N. Tauziat      | 1er tour (1/32) Maya Kidowaki | A. Coetzer Gorrochategui |
| 1994  | -                            | -                          | 1er tour (1/32) Nana Miyagi | A. Coetzer Gorrochategui | -                             | -                          | -                             | -                        |
| 1995  | 1er tour (1/32) Åsa Svensson | M. Bollegraf L. Neiland    | -                           | -                        | -                             | -                          | -                             | -                        |

sous le résultat, la partenaire ; à droite, l’ultime équipe adverse.

### En double mixte
| Année | Open d'Australie | Open d'Australie | Internationaux de France | Internationaux de France | Wimbledon                    | Wimbledon                | US Open | US Open |
| ----- | ---------------- | ---------------- | ------------------------ | ------------------------ | ---------------------------- | ------------------------ | ------- | ------- |
| 1992  | -                | -                | -                        | -                        | 1er tour (1/32) Neil Borwick | M. Bollegraf Tom Nijssen | -       | -       |
| 1993  | -                | -                | -                        | -                        | 2e tour (1/16) F. Montana    | M. McGrath Luke Jensen   | -       | -       |

sous le résultat, le partenaire ; à droite, l’ultime équipe adverse.

## Classements WTA en fin de saison

### En simple
| Année | 1984 | 1985 | 1986 | 1987 | 1988 | 1989 | 1990 | 1991 | 1992 | 1993 | 1994 | 1995 |
| Rang  | 275  | 249  | 343  | 325  | 255  | 250  | 277  | 213  | 356  | 217  | 274  | 302  |

source : (en) « Classements de Ei Iida », sur le site officiel du WTA Tour

### En double
| Année | 1986 | 1987 | 1988 | 1989 | 1990 | 1991 | 1992 | 1993 | 1994 | 1995 |
| Rang  | 246  | 186  | 154  | 164  | 197  | 103  | 66   | 93   | 168  | 228  |

source : (en) « Classements de Ei Iida », sur le site officiel du WTA Tour